# Полидевк (спутник)
Полидевк (лат. Polydeuces, др.-греч. Πολυδεύκης) — естественный спутник Сатурна. Он был открыт по фотоснимкам космического аппарата «Кассини» 21 октября 2004 года группой американских астрономов во главе с Кэролин Порко и получил временное обозначение S/2004 S 5. Его также обозначают Сатурн XXXIV. Полидевк является так называемым спутником-троянцем: он движется по такой же орбите, что и спутник Диона, отставая от неё по орбите на 60°. Кроме Полидевка, у Сатурна есть ещё 3 спутника-троянца: Елена, Телесто и Калипсо.
Полидевк имеет диаметр около 3 километров и совершает оборот вокруг Сатурна за 2,737 дня. Его орбита имеет большую полуось 377 222 км, наклон 0,175° к экватору Сатурна и эксцентриситет 0,0191.
Имя Полидевк было утверждено рабочей группой Международного астрономического союза 21 января 2005 года. В античной мифологии Полидевк (Поллукс) — один из Диоскуров, брат Кастора.